# Euproctus
Euproctus é um género de salamandra da família Salamandridae. Pode ser encontrado na França e na Itália.

## Espécies
- Euproctus montanus (Savi, 1838)
- Euproctus platycephalus (Gravenhorst, 1829)[1]